# Cabeço da Junça
O Cabeço da Junça é uma elevação portuguesa localizada no concelho das Lajes do Pico, freguesia da Piedade, ilha do Pico, arquipélago dos Açores.
Este acidente geológico tem o seu ponto mais elevado a 210 metros de altitude acima do nível do mar.
Apresenta-se como uma estrutura em graben dotada de planos de falha geológica de orientação geral NE.